# Estadio Alfredo Jaconi
El Estadio Alfredo Jaconi es un recinto deportivo ubicado en la ciudad de Caxias do Sul, estado de Rio Grande do Sul, Brasil. Con una capacidad de 23 726 espectadores, es donde juega de local el Juventude, fue inaugurado el 23 de marzo de 1975, durante los festejos del centenario de la colonización italiana en Rio Grande do Sul.
Actualmente, después de unas obras para aumentar la comodidad y seguridad de los hinchas, la capacidad del estadio fue disminuida de 30 519 para 23 726 espectadores.